# Kirche Auerose

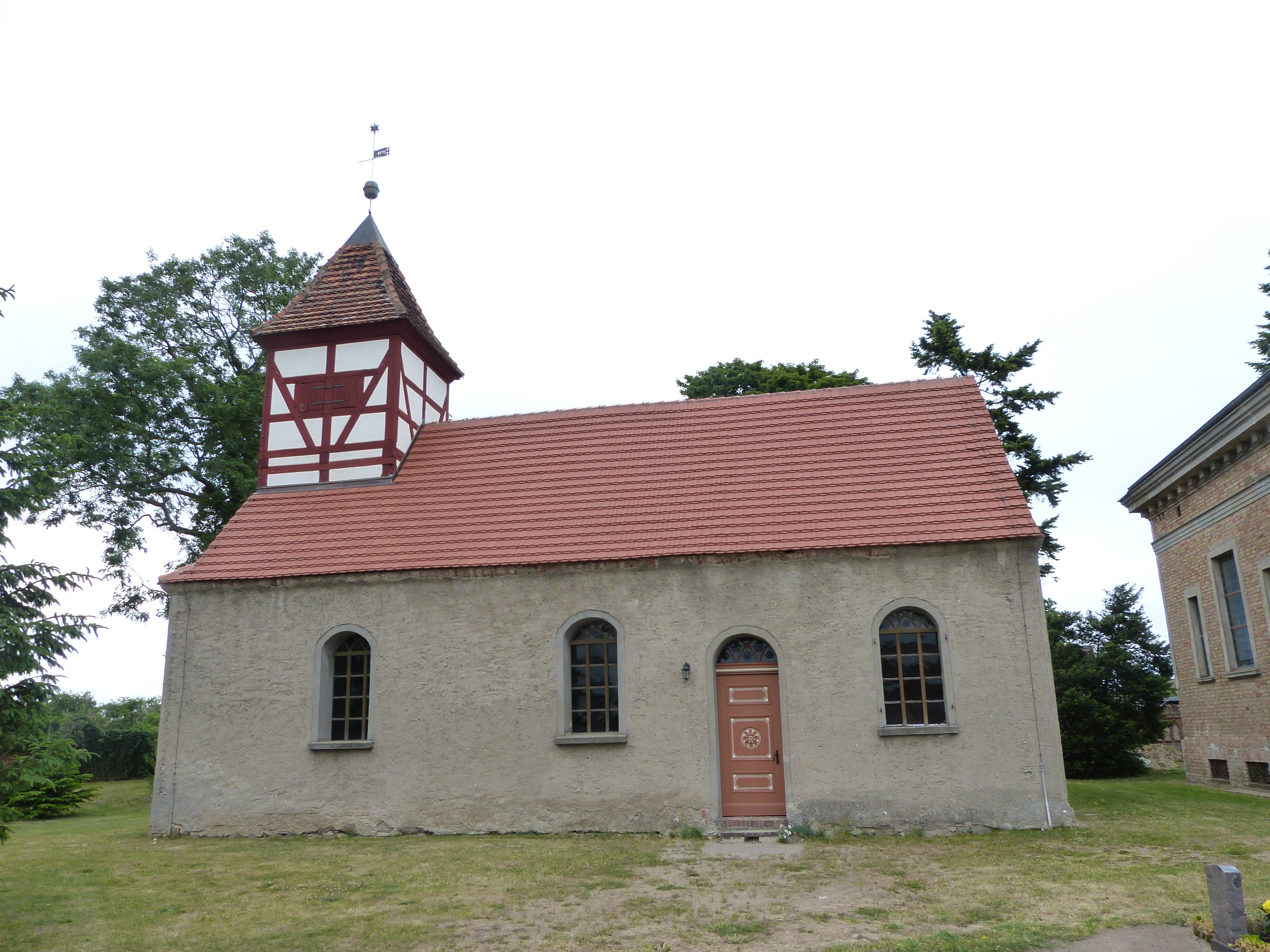
Kirche Auerose

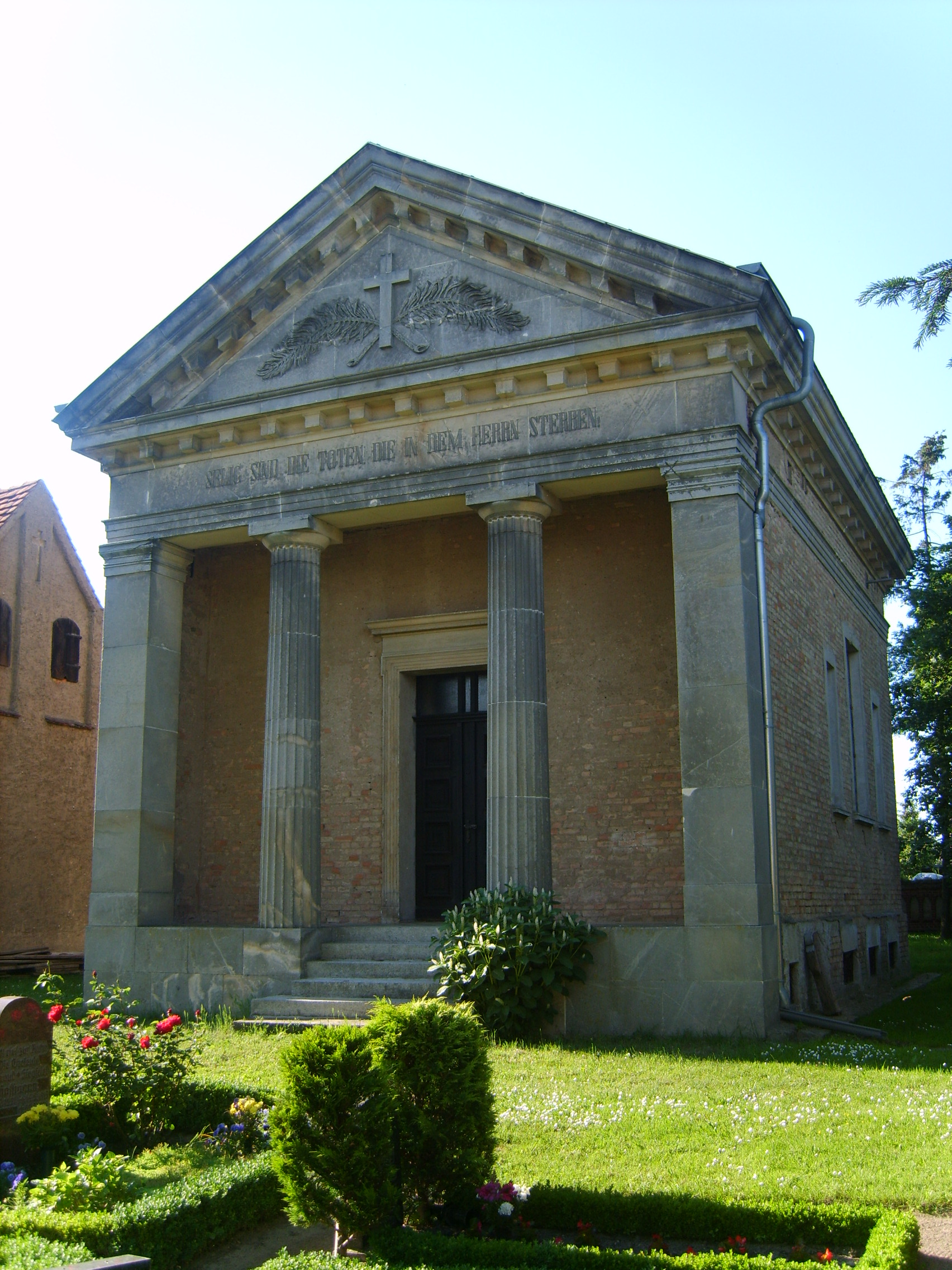
Mausoleum der von Borcken in Auerose

Die Kirche Auerose ist ein Kirchengebäude im Ortsteil Auerose der Gemeinde Neu Kosenow.
Erstmalige urkundliche Erwähnung findet die Kirche in den Kirchenbüchern von Kagendorf im Jahr 1572; über das Baujahr ist nichts bekannt. Der verputzte Feldsteinbau erhielt im Jahr 1670 einen in Fachwerk errichteten westlichen Kirchturm. Die Turmfahne zeigt das Jahr 1774 – es ist wohl das Jahr einer umfassenden Renovierung. Der Kanzelaltar und das Kastengestühl stammen aus der Zeit nach 1750. 1974 wurde die desolate Kanzel entfernt und der Altarraum zum Einbau einer Winterkirche geteilt.
Im Jahr 1993 wurde eine neu gegossene Glocke im Turm angebracht, nachdem die nach 1945 eingebaute historische Glocke des Glockenspieles von Ducherow mit der Inschrift „C. F. Rochlitz Turmuhrenfabrik Berlin 1914“ gesprungen war.
Östlich neben der Kirche ließ im Jahre 1898 Barnim Bogislav von Borcken-Auerose über den Gruften seiner Vorfahren ein Mausoleum als spätklassizistischen rechteckigen Putzbau mit tempelartiger Eingangsfront errichten. Seine Familie wurde in Preußen erst 1847 nobilitiert.